# Marcus Mørk
Marcus Mørk Kristiansen (* 20. Oktober 1987 in Skive) ist ein dänischer Handballspieler.

## Karriere
Mørk spielte ab 2006 für den dänischen Verein HF Mors, der ein Jahr später mit Thisted IK zu Mors-Thy Håndbold fusionierte. Im Sommer 2009 unterschrieb der Rückraumspieler einen Vertrag bei Viborg HK, in dessen Jugendbereich er schon einmal aktiv war. 2011 kehrte er wieder zu Mors-Thy Håndbold zurück. Zwei Jahre später wechselte Mørk zu Aalborg Håndbold. Im Juli 2015 kehrte er zu Mors-Thy Håndbold zurück. Eine Saison später schloss er sich dem französischen Verein Cavigal Nizza an. Ab der Saison 2018/19 stand er beim dänischen Klub Skanderborg Håndbold unter Vertrag. Im Sommer 2021 wechselte er zu Ribe-Esbjerg HH.
Mørk bestritt bislang zwei Länderspiele für die dänischen Nationalmannschaft, in denen er sieben Treffer erzielte.

## Privates
Mørk ist mit der deutsch-dänischen Handballspielerin Jane Schumacher liiert.